# 1965年香港
|        | 香港歷史 \| 香港歷史年表                                                                                                   |
| 世紀： | 19世紀香港 \| 20世紀香港 \| 21世紀香港                                                                                     |
| 年代： | 1930年代香港 \| 1940年代香港 \| 1950年代香港 \| 1960年代香港 \| 1970年代香港 \| 1980年代香港 \| 1990年代香港               |
| 年份： | 1961年香港 \| 1962年香港 \| 1963年香港 \| 1964年香港 \| 1965年香港 \| 1966年香港 \| 1967年香港 \| 1968年香港 \| 1969年香港 |
| 紀年： | 乙巳年（蛇年）、香港開埠124周年、香港重光20周年                                                                            |

## 政府

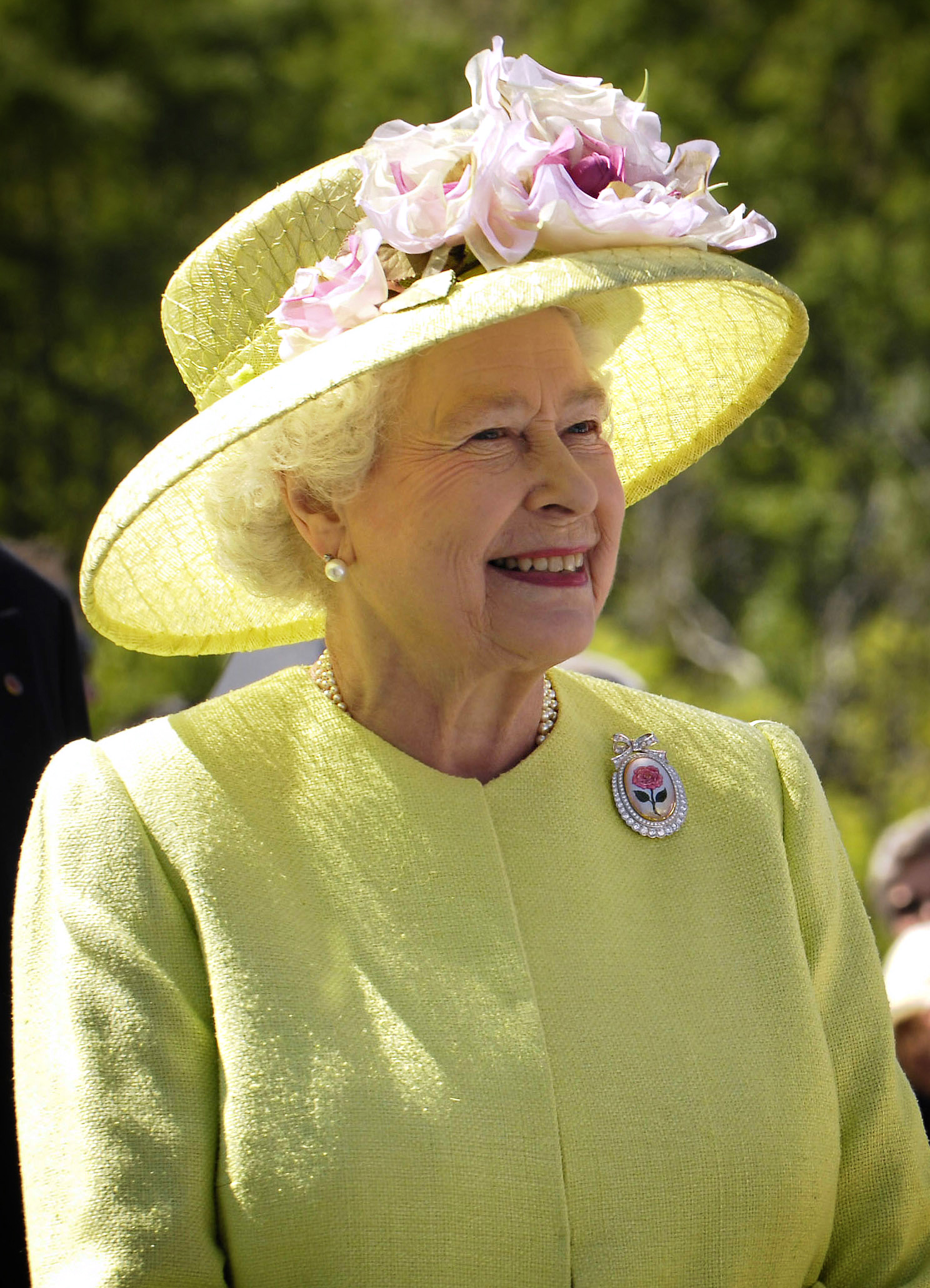
英国君主：伊丽莎白二世

## 大事記

### 1月
- 1月19日——根據市政局的提議，香港政府宣布洋紫荊成為香港市花。[1]
- 1月26日——明德銀號擠提。
- 1月27日——香港政府银行业监理处接管明德银号。
- 1月30日——明德銀號因對地產放款過度宣佈破產。

### 2月
- 2月6日——沙頭角街渡翻沉，1死3失蹤。
- 2月6日——廣東信託銀行擠提
- 2月8日——廣東信託銀行破產
- 2月——恒生銀行、遠東銀行、永隆銀行、嘉華銀行、道亨銀行、廣安銀行擠提

### 3月
- 3月1日——東江水正式供應到香港[2]

### 4月
- 4月12日——滙豐銀行收購恒生銀行51%股權
- 4月15日——油麻地彌敦道發生桃色兇殺案。[3]

### 5月
- 5月30日——上環新塡地發生兇殺案。[4]

### 7月
- 7月9日，銅鑼灣怡華大廈發生碎屍案。[5]
- 7月14日 -7月15日，超強颱風法妮黛襲港，天文台懸掛八號風球[6]，2死16傷[7]。

### 8月
- 8月4日——旺角通菜街新華公寓裸婦被殺。[8]
- 8月8日——福榮街電焊店三級火，7死1傷[9]。
- 8月24日——美軍運輸機墜海事故，59死12傷，成為至今香港最嚴重空難。

### 9月
- 9月13日，忠正街一號命案。
- 9月21日，大坑東木屋賭檔爆炸案。
- 9月26日－9月28日，熱帶風暴愛娜斯襲港，天文台懸掛三號風球[6]，5死3傷[7]。

### 11月
- 11月13日——尖沙咀碼頭對開海面，出口貨輪撞沉躉船，2死2傷。
- 11月24日——北角消防局救火演習意外消防員一死一傷。[10]
- 11月25日——遠東銀行再次擠提，匯豐銀行宣佈對該行作出無條件支持。

### 12月
- 12月22日——一輛警車於香港仔警署附近斜坡翻側，一死一傷。[11]
- 12月——全港首個戶外聖誕燈飾於尖沙咀及中環首次亮起。

## 出生人物
- 1月1日——麥兆輝，香港電影導演及編劇。
- 1月3日——蔡一智，香港歌手，為草蜢成成員之一。
- 1月11日——陳智思，香港政治人物和商人，曾任行政會議召集人。
- 1月11日——蔡齡齡，香港女歌手和主持人，前香港商業電台唱片騎師、香港電台唱片騎師及節目主持。
- 1月16日——雪梨，香港女藝人，米雪之妹。
- 1月22日——黃德森，前香港滑浪風帆運動員，曾任香港政府文化體育及旅遊局體育專員。
- 2月1日——李國豪，武打巨星李小龍的兒子。
- 2月8日——張衛健，香港演員及歌手，為Big Four成員之一。
- 2月14日——李賽鳳，香港女性武打演員。
- 2月21日——陳偉明，前職業桌球手，現任Now TV桌球評述員，並在香港經營桌球室。
- 2月25日——羅啟新，香港電台第二台節目主持及監製。
- 2月27日——邵美琪，香港女演員。
- 3月5日——楊玉梅，香港女演員，亞洲小姐季軍。
- 3月7日——劉秀萍，香港前女演員。
- 4月3日——方曉虹，香港女歌手。
- 4月15日——林其欣，香港無綫電視以及亞洲電視前女藝人。
- 4月16日——王敏德，香港男演員。
- 5月4日——盧希萊，前香港亞洲電視藝員。
- 5月6日——詹瑞文，香港舞臺劇男演員、導演及編劇。
- 5月28日——高麗虹，香港小姐冠軍，洪金寶之第二任妻子。
- 6月6日——蔡嘉利，香港女演員。
- 6月7日——吳國敬，香港男歌手、作曲人、演員。
- 6月11日——鄧麗盈，香港女演員、歌手及主持人。
- 6月15日——黎明詩，香港女歌手。
- 7月4日——鄧炳強，香港第6任保安局局長兼任為維護國家安全委員會成員，曾任警務處處長。
- 7月28日——陳慧嫻，香港歌手。
- 7月29日——劉賜蕙，現任維護國家安全委員會執行長。曾任警務處副處長（國家安全）。
- 8月2日——吳君如，香港知名女演員。
- 8月6日——曾華倩，為香港女演員、主持人。
- 8月6日——錢嘉樂，香港男演員。
- 8月24日——羅霖，香港女藝人，亞洲小姐冠軍。
- 9月1日——羅美薇，香港女演員，亦是香港藝人張學友的妻子。
- 9月4日——林保怡，香港知名男演員。
- 9月10日——梁榮忠，香港男演員，香港電台電視部製作節目主持、導演、編劇及戲劇導師。
- 8月15日——谷德昭，香港電影導演、編劇、演員。
- 9月25日——陳立業，聯合國兒童基金會香港委員會總幹事、香港城市大學客座教授。
- 9月28日——梁藝齡，香港女演員，現任影音使團文物館發展總監。
- 10月26日——郭富城，香港著名歌手。
- 11月1日——袁鳳瑛，香港著名歌手。
- 11月3日——許方輝，有線新聞副總經理，曾於多家電視台任職主播。
- 11月11日——梁婉靜，香港女演員，前無綫電視藝員。
- 11月11日——劉細良，香港資深跨媒體時事評論員，曾任香港政府屬下的中央政策組全職顧問。
- 11月21日——夏文汐，香港著名女演員。
- 11月22日——劉倩怡，香港主持人，丈夫為藝人鄭子誠。
- 12月8日——劉嘉玲，香港女演員，丈夫為藝人梁朝偉。
- 12月24日——羅偉志，香港一名已退役足球運動員，花名黑仔志。
- 12月20日——張錦程，香港男藝人，是香港首位劇帝。

- 童鈴
- 蔡子強

## 逝世人物
- 2月7日 李海泉 著名粵劇丑生
- 消防員魏渝泉，殉職於北角消防局演習意外。